# Конституционный референдум в Венесуэле (2007)
Конституционный референдум 2007 года в Венесуэле состоялся 2 декабря по инициативе главы государства Уго Чавеса. Избирателям было предложено одобрить изменения в 69 статей Конституции Венесуэлы.
По словам Чавеса, реформа конституции была необходима, чтобы начать преобразование Венесуэлы в социалистическую страну, в то же время оппозиция посчитала инициативу президента попыткой укрепить режим личной власти.
Итогом референдума стало первое поражение Чавеса за время его девятилетнего президентства. Кампания сопровождалась студенческими протестами и переходом в оппозицию ряда прежних союзников Чавеса. Результаты референдума и относительно низкая явка дали экспертам возможность предположить, что впервые с момента прихода Уго Чавеса к власти его поддержка в народе ослабла, даже среди бедных, его традиционного электората.

## История
15 августа 2007 года президент Венесуэлы Уго Чавес предложил поправки к 33 статьям Конституции Венесуэлы из 350. Согласно Конституции вносить поправки могут президент, Национальная ассамблея Венесуэлы или Конституционная ассамблея, при этом реформа должна быть одобрена на всенародном референдуме. Изменения Конституции 1999, разработанной и принятой по инициативе всё того же Чавеса, объяснялись необходимостью завершить переход к социалистической республике и реализовать социалистическую повестку дня. Инициатива Чавеса была воспринято его сторонниками как «начала новой эры движения к социализму». В то же время партия «За социал-демократию», длительное время поддерживавшая правительство, выразила несогласие с конституционной реформой и присоединилась к оппозиции.
Конституционные процедуры Венесуэлы требуют перед принятием поправок в конституцию трижды обсудить их в Национальной ассамблее. Первая дискуссия была проведена 21 августа 2007 года и показала, что парламент согласен с общей целью реформы. Во время второго обсуждения 11 сентября, Национальная ассамблея внесла свои поправки к первоначально предложенным Чавесом, вызвав этим критику со стороны партии «За социал-демократию», лидеры которой обвинили парламентское большинство в нарушении Конституции. Третьи по счёту дебаты 25 октября закончились решением Национальной ассамблеи внести поправки в 69 статей конституции. 2 ноября 2007 года парламент дал согласие на принятие поправок к конституции и вынесению их на референдум.

## Поправки к конституции
Окончательный вариант конституционной реформы включал 69 поправок к конституции, разделённые на два блока. Блок «А» (исп. Bloque A) включал 33 поправки, изначально предложенные президентом Чавесом и ещё 13 поправок, внесённые Национальной ассамблеей. Блок «Б» (исп. Bloque B) включал 23 поправки из числа предложенных парламентом. Предлагаемые изменения включали:
- отмена количества президентских сроков, что позволяло неограниченное количество раз переизбирать главу государства,
- расширение социальных пособий для занятых в неформальной экономике;
- ликвидация автономии центрального банка с передачей контроля над ним президенту, который отныне должен был отвечать за международные резервы страны;
- введение ограничений на размер земельных владений;
- изменение административного деления страны и разрешение президенту контролировать избранных губернаторов штатов и мэров[14];
- снижение максимальной рабочей недели с 44 до 36 часов и сокращение рабочего дня с 8 до 6 часов;
- снижение возрастного ценза для избирателей с 18 до 16 лет;
- увеличение президентского срока с 6 до 7 лет;
- разрешение президенту объявлять неограниченное чрезвычайное положение;
- запрет на иностранное финансирование политических объединений;
- разрешение государственного финансирования политических объединений;
- запрет дискриминации по признаку сексуальной ориентации[15];
- переименование столицы из Каракаса в «Колыбель Боливара и Королева Гуараира Репано» (исп. La Cuna de Bolivar y Reina del Guaraira Repano)[16][17].

## Результаты
Результаты голосования по блоку «А»
| Ответ                 | Голоса     | %     |
| --------------------- | ---------- | ----- |
| Да                    | 4 379 392  | 49,29 |
| Против                | 4 504 354  | 50,71 |
| Недействительные      | 119 155    | —     |
| Всего                 | 9 002 901  | 100   |
| Зарегистрировано/Явка | 16 109 664 | 55,89 |
| Источник: CNE         |            |       |

Результаты голосования по блоку «Б»
| Ответ                 | Голоса     | %     |
| --------------------- | ---------- | ----- |
| Да                    | 4 335 136  | 48,94 |
| Против                | 4 522 332  | 51,06 |
| Недействительные      | 145 239    | —     |
| Всего                 | 9 002 707  | 100   |
| Зарегистрировано/Явка | 16 109 664 | 55,88 |
| Источник: CNE         |            |       |